# Fontaine-la-Soret
Fontaine-la-Soret és un municipi francès situat al departament de l'Eure i a la regió de Normandia. L'any 2007 tenia 391 habitants.

## Demografia

### Població
El 2007 la població de fet de Fontaine-la-Soret era de 391 persones. Hi havia 159 famílies, de les quals 40 eren unipersonals (24 homes vivint sols i 16 dones vivint soles), 59 parelles sense fills, 52 parelles amb fills i 8 famílies monoparentals amb fills.
La població ha evolucionat segons el següent gràfic:
Habitants censats

### Habitatges
El 2007 hi havia 205 habitatges, 165 eren l'habitatge principal de la família, 34 eren segones residències i 6 estaven desocupats. 199 eren cases i 3 eren apartaments. Dels 165 habitatges principals, 129 estaven ocupats pels seus propietaris, 29 estaven llogats i ocupats pels llogaters i 7 estaven cedits a títol gratuït; 3 tenien una cambra, 4 en tenien dues, 35 en tenien tres, 44 en tenien quatre i 79 en tenien cinc o més. 115 habitatges disposaven pel capbaix d'una plaça de pàrquing. A 67 habitatges hi havia un automòbil i a 81 n'hi havia dos o més.

### Piràmide de població
La piràmide de població per edats i sexe el 2009 era:
| Homes | Edats   | Dones |
| ----- | ------- | ----- |
| 0     | 95 o +  | 0     |
| 0     | 90 a 94 | 0     |
| 0     | 85 a 89 | 4     |
| 0     | 80 a 84 | 8     |
| 12    | 75 a 79 | 8     |
| 8     | 70 a 74 | 12    |
| 20    | 65 a 69 | 8     |
| 0     | 60 a 64 | 24    |
| 12    | 55 a 59 | 16    |
| 20    | 50 a 54 | 8     |
| 4     | 45 a 49 | 20    |
| 8     | 40 a 44 | 4     |
| 20    | 35 a 39 | 8     |
| 12    | 30 a 34 | 28    |
| 8     | 25 a 29 | 8     |
| 12    | 20 a 24 | 0     |
| 4     | 15 a 19 | 8     |
| 8     | 10 a 14 | 16    |
| 12    | 5 a 9   | 4     |
| 8     | 0 a 4   | 12    |

## Economia
El 2007 la població en edat de treballar era de 253 persones, 188 eren actives i 65 eren inactives. De les 188 persones actives 176 estaven ocupades (99 homes i 77 dones) i 12 estaven aturades (4 homes i 8 dones). De les 65 persones inactives 28 estaven jubilades, 18 estaven estudiant i 19 estaven classificades com a «altres inactius».

### Ingressos
El 2009 a Fontaine-la-Soret hi havia 162 unitats fiscals que integraven 385 persones, la mediana anual d'ingressos fiscals per persona era de 20.537 €.

### Activitats econòmiques
Dels 14 establiments que hi havia el 2007, 1 era d'una empresa extractiva, 4 d'empreses de construcció, 2 d'empreses de comerç i reparació d'automòbils, 2 d'empreses de transport, 1 d'una empresa immobiliària, 2 d'empreses de serveis i 2 d'empreses classificades com a «altres activitats de serveis».
Dels 6 establiments de servei als particulars que hi havia el 2009, 1 era un taller de reparació d'automòbils i de material agrícola, 1 paleta, 1 guixaire pintor, 2 lampisteries i 1 perruqueria.
L'any 2000 a Fontaine-la-Soret hi havia 8 explotacions agrícoles que ocupaven un total de 480 hectàrees.

## Equipaments sanitaris i escolars
El 2009 hi havia una escola elemental integrada dins d'un grup escolar amb les comunes properes formant una escola dispersa.

## Poblacions properes
El següent diagrama mostra les poblacions més properes.